# Transe (Film)
Transe ist ein Filmdrama der portugiesischen Regisseurin Teresa Villaverde aus dem Jahr 2006. Er thematisiert Prostitution und den grenzüberschreitenden Menschenhandel in Europa. Sein Titel ist dem in vielen Sprachen benutzten lateinischen Präfix trans für das Überqueren oder Passieren von Grenzen entlehnt, hat im Portugiesischen aber zusätzlich eine weitere Bedeutung, als Befehlsform des Verbs transar für kopulieren.

## Handlung
Sonia, eine russische Frau von Mitte 20, sucht ein besseres Leben und entscheidet sich, Familie und Freunde in Sankt Petersburg zu verlassen. Ihr Weg führt sie zunächst nach Deutschland, wo sie rechtlos in einer Autowerkstatt jobbt. Dort entführt man sie und bringt sie nach Italien, wo sie in die Prostitution gezwungen wird. Schließlich landet sie am westlichen Ende Europas, in Portugal.
Auf ihrem Leidensweg lernt sie die Abgründe und unmenschlichen Umstände kennen, die der Frauenhandel und die Ausbeutung der Schwachen mit sich bringen.
Der Zuschauer begleitet Sonia auf ihrem Weg, der von viel Rechtlosigkeit und Misshandlung und nur von wenigen menschlichen und solidarischen Momenten gekennzeichnet ist, und lernt dabei ein anderes, verdunkeltes Europa kennen.

## Produktion und Rezeption
Der Film wurde in Portugal, Frankreich, Deutschland und Russland gedreht und von den Filmproduktionsgesellschaften Madragoa Filmes (Portugal), Gemini Filmes (Frankreich) und Revolver SRL (Italien) in Koproduktion mit Hermitage Bridge Studio (Russland) produziert. Finanzielle Unterstützung erhielt die Produktion von den Filmförderungsanstalten ICAM (heute ICA, Portugal), CNC (Frankreich) und Eurimages (Europa), zudem beteiligten sich der öffentlich-rechtliche portugiesische Fernsehsender RTP und der französische Privatsender TPS Star.
Der Film feierte seine Premiere am 23. Mai 2006 beim 59. Filmfestival von Cannes und lief danach auf weiteren Filmfestivals, darunter das kanadische Toronto International Film Festival 2006, das portugiesische Caminhos do Cinema Português 2007, das italienische Festival del Cinema Europeo 2007, das brasilianische CinePort 2007 und das türkische Flying Broom International Women’s Film Festival 2009.
Beim Flying Broom International Women’s Film Festival (Ankara) gewann er den FIPRESCI-Preis, weitere Auszeichnungen errang er beim Caminhos do Cinema Português (Coimbra), beim CinePort (João Pessoa) und beim Festival del Cinema Europeo (Lecce).
Die Filmkritik nahm den Film positiv auf und lobte ihn sowohl für das Thema als auch für Fotografie und Schauspiel. So schrieb der Kritiker Jean-Luc Douin in der Zeitung Le Monde, der Film beeindrucke, weil er den Horror der Prostitution ohne Voyeurismus zeige, Eduardo Prado Coelho schrieb in der Zeitung Público, der Film sei Bild für Bild und Sequenz für Sequenz auf seine Art wunderschön, und Philippe Azoury forderte die Leser in der Zeitung Libération auf, sich auf den Film einzulassen, da man nicht ins Kino gehe, um die Augen zu verschließen.
Transe erschien 2007 in Portugal als DVD mit Bonusmaterial bei Atalanta Filmes.
Im Fernsehen lief er erstmals am 3. Januar 2021, bei RTP2, dem zweiten Kanal der öffentlich-rechtlichen portugiesischen RTP.